# Œuvres d'André Franquin
Cette page recense la bibliographie d'André Franquin par ordre chronologique. Sont ici énumérées uniquement ses bandes dessinées et livres illustrés, qu'il soit dessinateur ou scénariste.

## Albums

### 1940-1949
- 2 Spirou et Fantasio, Dupuis, Marcinelle, 1948
Scénario et dessin : André Franquin

### 1950-1959
- 1 Spirou et Fantasio 1 : Quatre aventures de Spirou et Fantasio, André Franquin, Marcinelle,  (ISBN 2800100036), Dupuis
Scénario : André Franquin  - Couleurs : 1950
- 2 Spirou et Fantasio 2 : Il y a un sorcier à Champignac, Dupuis, Marcinelle, 1951
Scénario : Jean Darc, André Franquin - Dessin : André Franquin -  (ISBN 2800100044)
- 3 Spirou et Fantasio 3 : Les Chapeaux noirs, Dupuis, Marcinelle, 1952
Scénario et dessin : André Franquin, Jijé -  (ISBN 2800100052)
- 4 Spirou et Fantasio 4 : Spirou et les héritiers, Dupuis, Marcinelle, 1952
Scénario et dessin : André Franquin -  (ISBN 2800100060)
- 5 Spirou et Fantasio 5 : Les Voleurs du Marsupilami, Dupuis, Marcinelle, 1954
Scénario : Jo Almo, André Franquin - Dessin : André Franquin -  (ISBN 2800100079)
- 6 Spirou et Fantasio 6 : La Corne de rhinocéros, Dupuis, Marcinelle, 1955
Scénario et dessin : André Franquin -  (ISBN 2800100087)
- 7 Spirou et Fantasio 7 : Le Dictateur et le champignon, Dupuis, Marcinelle, 1956
Scénario : André Franquin, Maurice Rosy - Dessin : André Franquin -  (ISBN 2800100095)
- 8 Spirou et Fantasio 8 : La Mauvaise tête, Dupuis, Marcinelle, 1956
Scénario et dessin : André Franquin -  (ISBN 2800100109)
- 9 Spirou et Fantasio 9 : Le Repaire de la murène, Dupuis, Marcinelle, 1957
Scénario et dessin : André Franquin -  (ISBN 2800100117)
- 1 Modeste et Pompon 1 : 60 aventures de Modeste et Pompon, Le Lombard, Collection Le Lombard, 1958
Scénario et dessin : André Franquin
- 10 Spirou et Fantasio 10 : Les Pirates du silence, Dupuis, Marcinelle, 1959
Scénario : Maurice Rosy, André Franquin - Dessin : André Franquin, Will -  (ISBN 2800100125)
- 2 Modeste et Pompon 2 : Bonjour Modeste, 60 mésaventures de Modeste et Pompon, Le Lombard, Collection Le Lombard, 1959
Scénario et dessin : André Franquin
- 11 Spirou et Fantasio 11 : Le Gorille a bonne mine, Dupuis, Marcinelle, 1959
Scénario et dessin : André Franquin -  (ISBN 2800100133)

### 1960-1969
- Gaston, Dupuis, Marcinelle, janvier 1960
Scénario : André Franquin - Dessin : André Franquin, Jidéhem
- 12 Spirou et Fantasio 12 : Le Nid des Marsupilamis, Dupuis, Marcinelle, 1960
Scénario : André Franquin - Dessin : André Franquin, Jidéhem -  (ISBN 2800100141)
- 13 Spirou et Fantasio 13 : Le Voyageur du Mésozoïque, Dupuis, Marcinelle, 1960
Scénario : André Franquin, Greg - Dessin : André Franquin, Jidéhem -  (ISBN 280010015X)
- 14 Spirou et Fantasio 14 : Le Prisonnier du Bouddha, Dupuis, Marcinelle, 1961
Scénario : André Franquin, Greg - Dessin : André Franquin, Jidéhem -  (ISBN 2800100168)
- 15 Spirou et Fantasio 15 : Z comme Zorglub, Dupuis, Marcinelle, 1961
Scénario : André Franquin, Greg - Dessin : André Franquin, Jidéhem -  (ISBN 2800100176)
- 16 Spirou et Fantasio 16 : L'Ombre du Z, Dupuis, Marcinelle, 1962
Scénario : André Franquin, Greg - Dessin : André Franquin, Jidéhem -  (ISBN 2800100184)
- 2 Gaston 2 : Gala de gaffes, Dupuis, Marcinelle, janvier 1963
Scénario : André Franquin - Dessin : André Franquin, Jidéhem
- 3 Gaston 3 : Gaffes à gogo, Dupuis, Marcinelle, janvier 1964
Scénario : André Franquin - Dessin : André Franquin, Jidéhem
- 17 Spirou et Fantasio 17 : Spirou et les hommes-bulles, Dupuis, Marcinelle, 1964
Scénario : André Franquin - Dessin : André Franquin, Jean Roba -  (ISBN 2800100192)
- 4 Gaston 4 : Gaffes en gros, Dupuis, Marcinelle, janvier 1965
Scénario : André Franquin - Dessin : André Franquin, Jidéhem
- 1 Gaston 1 : Gare aux gaffes, Dupuis, Marcinelle, janvier 1966
Scénario : André Franquin - Dessin : André Franquin, Jidéhem
- 18 Spirou et Fantasio 18 : QRN sur Bretzelburg, Dupuis, Marcinelle, 1966
Scénario : Greg - Dessin : André Franquin -  (ISBN 2800100206)
- 5 Gaston 5 : Les Gaffes d'un gars gonflé, Dupuis, Marcinelle, janvier 1967
Scénario : André Franquin - Dessin : André Franquin, Jidéhem
- 6 Gaston 6 : Des gaffes et des dégâts, Dupuis, Marcinelle, janvier 1968
Scénario : André Franquin - Dessin : André Franquin, Jidéhem
- 19 Spirou et Fantasio 19 : Panade à Champignac, Dupuis, Marcinelle, 1969
Scénario : André Franquin, Gos, Peyo - Dessin : André Franquin, Jidéhem -  (ISBN 2800100214)
- 7 Gaston 7 : Un gaffeur sachant gaffer, Dupuis, Marcinelle, janvier 1969
Scénario : André Franquin - Dessin : André Franquin, Jidéhem

### 1970-1979
- 8 Gaston 8 : Lagaffe nous gâte, Dupuis, Marcinelle, janvier 1970
Scénario : André Franquin - Dessin : André Franquin, Jidéhem
- R1 Gaston R1 : Gala de gaffes à gogo, Dupuis, Marcinelle, janvier 1970
Scénario : André Franquin - Dessin : André Franquin, Jidéhem -  (ISBN 2-8001-0093-1)
- 20 Spirou et Fantasio 20 : Le Faiseur d'or[1], Dupuis, Marcinelle, 1970
Scénario : Jean-Claude Fournier - Dessin : Jean-Claude Fournier, André Franquin -  (ISBN 2800100222)
- 9 Gaston 9 : Le Cas Lagaffe, Dupuis, Marcinelle, janvier 1971
Scénario : André Franquin - Dessin : André Franquin, Jidéhem
- 10 Gaston 10 : Le Géant de la gaffe, Dupuis, Marcinelle, janvier 1972
Scénario : André Franquin - Dessin : André Franquin, Jidéhem
- R2 Gaston R2 : Le Bureau des gaffes en gros, Dupuis, Marcinelle, janvier 1972
Scénario : André Franquin - Dessin : André Franquin, Jidéhem -  (ISBN 2-8001-0094-X)
- 11 Gaston 11 : Gaffes, bévues et boulettes, Dupuis, Marcinelle, janvier 1973
Scénario : André Franquin - Dessin : André Franquin, Jidéhem
- R3 Gaston R3 : Gare aux gaffes du gars gonflé, Dupuis, Marcinelle, janvier 1973
Scénario : André Franquin - Dessin : André Franquin, Jidéhem -  (ISBN 2-8001-0308-6)
- 4 Modeste et Pompon 4 : Tout plein de gags, Le Lombard, novembre 1973
Scénario : André Franquin, René Goscinny, Greg, Peyo, Tibet - Dessin : André Franquin
- 12 Gaston 12 : Le Gang des gaffeurs, Dupuis, Marcinelle, janvier 1974
Scénario : André Franquin - Dessin : André Franquin, Jidéhem -  (ISBN 2-8001-0400-7)
- R4 Gaston R4 : En direct de la gaffe, Dupuis, Marcinelle, janvier 1974
Scénario : Yvan Delporte, André Franquin - Dessin : André Franquin, Jidéhem -  (ISBN 2-8001-0370-1)
- 24 Spirou et Fantasio 24 : Tembo Tabou, Dupuis, Marcinelle, 1974
Scénario : André Franquin, Greg - Dessin : André Franquin, Jean Roba -  (ISBN 2800103515)
- 5 Modeste et Pompon 5, Glénat, avril 1975
Scénario et dessin : André Franquin
- 1 Spirou et Fantasio : L'Héritage, Dupuis, Collection Pèchés de jeunesse, Marcinelle, 1976
Scénario et dessin : André Franquin
- 2 Spirou et Fantasio : Radar le robot, Dupuis, Collection Pèchés de jeunesse, Marcinelle, 1976
Scénario et dessin : André Franquin
- 3 Isabelle 3 : Les Maléfices de l'oncle Hermès, Dupuis, Marcinelle, juillet 1978
Scénario : Yvan Delporte, André Franquin, Raymond Macherot - Dessin : Will
- 1 Noël et l'Elaoin, Yann Rudler, octobre 1978
Scénario et dessin : André Franquin
- 13 Gaston 13 : Lagaffe mérite des baffes, Dupuis, Marcinelle, janvier 1979
Scénario : André Franquin - Dessin : André Franquin, Jidéhem -  (ISBN 2-8001-0658-1)
- 4 Isabelle 4 : L'Astragale de Cassiopée, Dupuis, Marcinelle, avril 1979
Scénario : André Franquin - Dessin : Will
- 1 Cauchemarrant, Bédérama, novembre 1979
Scénario et dessin : André Franquin

### 1980-1989
- Le Trombone illustré, Dupuis, janvier 1980
Scénario et dessin : Collectif
- R1 Modeste et Pompon R1 : Sois bien calme, Modeste !, Magic Strip, janvier 1980
Scénario et dessin : André Franquin
- R2 Modeste et Pompon R2 : Non ! je ne m'énerve pas !, Magic Strip, janvier 1980
Scénario et dessin : André Franquin
- R3 Modeste et Pompon R3 : Souris, Pompon !, Magic Strip, janvier 1980
Scénario et dessin : André Franquin
- R4 Modeste et Pompon R4 : Tais-toi, Modeste !, Magic Strip, janvier 1980
Scénario et dessin : André Franquin
- 5 Isabelle 5 : Un empire de dix arpents, Dupuis, Marcinelle, juin 1980
Scénario : André Franquin - Dessin : Will
- 1 Idées noires, Audie, Collection Fluide Glacial, janvier 1981
Scénario et dessin : André Franquin
- 1 Les Démêlés d'Arnest Ringard et d'Augraphie, Dupuis, Collection Carte Blanche, Marcinelle, avril 1981
Scénario : André Franquin - Dessin : Jannin
- 6 Isabelle 6 : L'Étang des sorciers, Dupuis, Marcinelle, octobre 1981
Scénario : André Franquin - Dessin : Will
- Les Robinsons du rail, L'Atelier, novembre 1981
Scénario : Yvan Delporte - Dessin : André Franquin, Jidéhem - Couleurs : Jidéhem
- 14 Gaston 14 : La Saga des gaffes, Dupuis, Marcinelle, octobre 1982
Scénario : André Franquin - Dessin : André Franquin, Jidéhem -  (ISBN 2-8001-0955-6)
- 2 Idées noires 2, Audie, Collection Fluide Glacial, juin 1984
Scénario et dessin : André Franquin
- 0 Gaston 1 : Gaffes et gadgets, Dupuis, Marcinelle, juillet 1985
Scénario : Yvan Delporte, André Franquin - Dessin : André Franquin, Jidéhem -  (ISBN 2-8001-1248-4)
- 7 Isabelle 7 : L'Envoûtement du Népenthès, Dupuis, Marcinelle, août 1986
Scénario : André Franquin - Dessin : Will
- R5 Gaston R5 : Le Lourd passé de Lagaffe, Dupuis, Marcinelle, novembre 1986
Scénario : André Franquin - Dessin : André Franquin, Jidéhem -  (ISBN 2-8001-1473-8)
- 1 Marsupilami 1 : La Queue du marsupilami, Marsu Productions, Monaco, octobre 1987
Scénario : André Franquin, Greg - Dessin : Batem - Couleurs : Vittorio Leonardo
- 2 Marsupilami 2 : Le Bébé du bout du monde, Marsu Productions, Monaco, juin 1988
Scénario : André Franquin, Greg - Dessin : Batem - Couleurs : Vittorio Leonardo
- Les Mémoires de Spirou, Dupuis, Marcinelle, 1989
Scénario : Marcel Denis, Nic Broca, Jean-Claude Fournier, André Franquin, Jijé, Thierry Martens, Peyo, Rob-Vel, Jean-Paul Tibéri, Tome - Dessin : Nic Broca, Davine, Jean-Claude Fournier, André Franquin, Janry, Jidéhem, Jijé, Rob-Vel
- 3 Marsupilami 3 : Mars le noir, Marsu Productions, Monaco, mars 1989
Scénario : André Franquin, Yann - Dessin : Batem - Couleurs : Vittorio Leonardo
- Slowburn, Comixland, octobre 1989
Scénario : Gotlib - Dessin : André Franquin
- 4 Marsupilami 4 : Le Pollen du Monte Urticando, Marsu Productions, Monaco, novembre 1989
Scénario : André Franquin, Yann - Dessin : Batem - Couleurs : Vittorio Leonardo

### 1990-1999
- Les Tifous, Dessis, août 1990
Scénario : Yvan Delporte - Dessin : André Franquin
- 5 Marsupilami 5 : Baby Prinz, Marsu Productions, Monaco, octobre 1990
Scénario : André Franquin, Yann - Dessin : Batem - Couleurs : Cerise
- 6 Marsupilami 6 : Fordlandia, Marsu Productions, Monaco, novembre 1991
Scénario : André Franquin, Yann - Dessin : Batem - Couleurs : Cerise
- 7 Marsupilami 7 : L'Or de Boavista, Marsu Productions, Monaco, octobre 1992
Scénario : André Franquin, Yann - Dessin : Batem - Couleurs : Cerise
- 8 Marsupilami 8 : Le Temple de Boavista, Marsu Productions, Monaco, octobre 1993
Scénario : André Franquin, Yann - Dessin : Batem - Couleurs : Cerise
- 9 Marsupilami 9 : Le Papillon des cimes, Marsu Productions, Monaco, octobre 1994
Scénario : André Franquin, Yann - Dessin : Batem - Couleurs : Cerise
- 15 Gaston 15 : Gaffe à Lagaffe !, Marsu Productions, Monaco, novembre 1996
Scénario et dessin : André Franquin - Couleurs : Vittorio Leonardo -  (ISBN 2-908462-73-7)
- 1 Gaston Tome 1, Dupuis, Marcinelle, juillet 1997
Scénario : André Franquin - Dessin : André Franquin, Jidéhem - Couleurs : Jidéhem, Vittorio Leonardo -  (ISBN 2-8001-2601-9)
- 2 Gaston Tome 2, Dupuis, Marcinelle, juillet 1997
Scénario : André Franquin - Dessin : André Franquin, Jidéhem - Couleurs : Jidéhem, Vittorio Leonardo -  (ISBN 2-8001-2602-7)
- 3 Gaston Tome 3, Dupuis, Marcinelle, juillet 1997
Scénario : André Franquin - Dessin : André Franquin, Jidéhem - Couleurs : Jidéhem, Vittorio Leonardo -  (ISBN 2-8001-2603-5)
- 4 Gaston Tome 4, Dupuis, Marcinelle, juillet 1997
Scénario : André Franquin - Dessin : André Franquin, Jidéhem - Couleurs : Jidéhem, Vittorio Leonardo
- 5 Gaston Tome 5, Dupuis, Marcinelle, juillet 1997
Scénario : André Franquin - Dessin : André Franquin, Jidéhem - Couleurs : Jidéhem, Vittorio Leonardo
- 6 Gaston Tome 6, Dupuis, Marcinelle, juillet 1997
Scénario : André Franquin - Dessin : André Franquin, Jidéhem - Couleurs : Jidéhem, Vittorio Leonardo
- 7 Gaston Tome 7, Dupuis, Marcinelle, juillet 1997
Scénario : André Franquin - Dessin : André Franquin, Jidéhem - Couleurs : Jidéhem, Vittorio Leonardo
- 8 Gaston Tome 8, Dupuis, Marcinelle, juillet 1997
Scénario : André Franquin - Dessin : André Franquin, Jidéhem - Couleurs : Jidéhem, Vittorio Leonardo
- 9 Gaston Tome 9, Dupuis, Marcinelle, juillet 1997
Scénario : André Franquin - Dessin : André Franquin, Jidéhem - Couleurs : Jidéhem, Vittorio Leonardo
- 10 Gaston Tome 10, Dupuis, Marcinelle, juillet 1997
Scénario : André Franquin - Dessin : André Franquin, Jidéhem - Couleurs : Jidéhem, Vittorio Leonardo
- 11 Gaston Tome 11, Dupuis, Marcinelle, juillet 1997
Scénario : André Franquin - Dessin : André Franquin, Jidéhem - Couleurs : Jidéhem, Vittorio Leonardo
- 12 Gaston Tome 12, Dupuis, Marcinelle, juillet 1997
Scénario : André Franquin - Dessin : André Franquin, Jidéhem - Couleurs : Jidéhem, Vittorio Leonardo
- 13 Gaston Tome 13, Dupuis, Marcinelle, juillet 1997
Scénario : André Franquin - Dessin : André Franquin, Jidéhem - Couleurs : Jidéhem, Vittorio Leonardo
- 14 Gaston Tome 14, Dupuis, Marcinelle, juillet 1997
Scénario : André Franquin - Dessin : André Franquin, Jidéhem - Couleurs : Jidéhem, Vittorio Leonardo
- 15 Gaston Tome 15, Dupuis, Marcinelle, juillet 1997
Scénario : André Franquin - Dessin : André Franquin, Jidéhem - Couleurs : Jidéhem, Vittorio Leonardo
- 16 Gaston Tome 16, Dupuis, Marcinelle, juillet 1997
Scénario : André Franquin - Dessin : André Franquin, Jidéhem - Couleurs : Jidéhem, Vittorio Leonardo
- 17 Gaston Tome 17, Dupuis, Marcinelle, juillet 1997
Scénario : André Franquin - Dessin : André Franquin, Jidéhem - Couleurs : Jidéhem, Vittorio Leonardo
- 18 Gaston Tome 18, Marsu Productions, Monaco, juillet 1997
Scénario : André Franquin - Dessin : André Franquin, Jidéhem - Couleurs : Jidéhem, Vittorio Leonardo
- 19 Gaston Tome 19, Marsu Productions, Monaco, décembre 1999
Scénario et dessin : André Franquin - Couleurs : Jidéhem, Vittorio Leonardo -  (ISBN 2-912536-31-6)

### 2000-2009
- 0 Capturez un marsupilami, Marsu Productions, Monaco, juin 2002
Scénario et dessin : André Franquin - Couleurs : Cerise
- 3 Spirou et Fantasio, Hors Série 3 : La Voix sans maître et 5 autres aventures, Dupuis, Marcinelle, 2003
Scénario : Alain De Kuyssche, Marcel Denis, André Franquin, Nic Broca, Rob-Vel, Tome - Dessin : Nic Broca, André Franquin, Janry, Jidéhem, Vittorio Leonardo, Rob-Vel -  (ISBN 2800134550)
- 4 Spirou et Fantasio, Hors Série 4 : Fantasio et le fantôme et 4 autres aventures, Dupuis, Marcinelle, 2003
Scénario : Yves Chaland, Jean-Claude Fournier, André Franquin, Jijé - Dessin : Yves Chaland, Jean-Claude Fournier, André Franquin, Jidéhem, Jijé -  (ISBN 2800134569)
- 2 Arnest Ringard et d'Augraphie, Marsu Productions, Monaco, octobre 2006
Scénario : Yvan Delporte, André Franquin - Dessin : Jannin